# Prins Bernhardweg (Houten)
De Prins Bernhardweg  is een weg in de Nederlandse plaats Houten. De Prins Bernhardweg loopt vanaf het Plein (Oude Dorp) tot aan de Dorpstraat en de Koningin Julianastraat.
Er bevinden zich een aantal monumentale huizen aan de Prins Bernhardweg. Zijstraten die op de Prins Bernhardweg uitkomen zijn de Burgemeester Haefkensstraat, Wethouder de Rooijenweg en de Oranje Nassauweg.

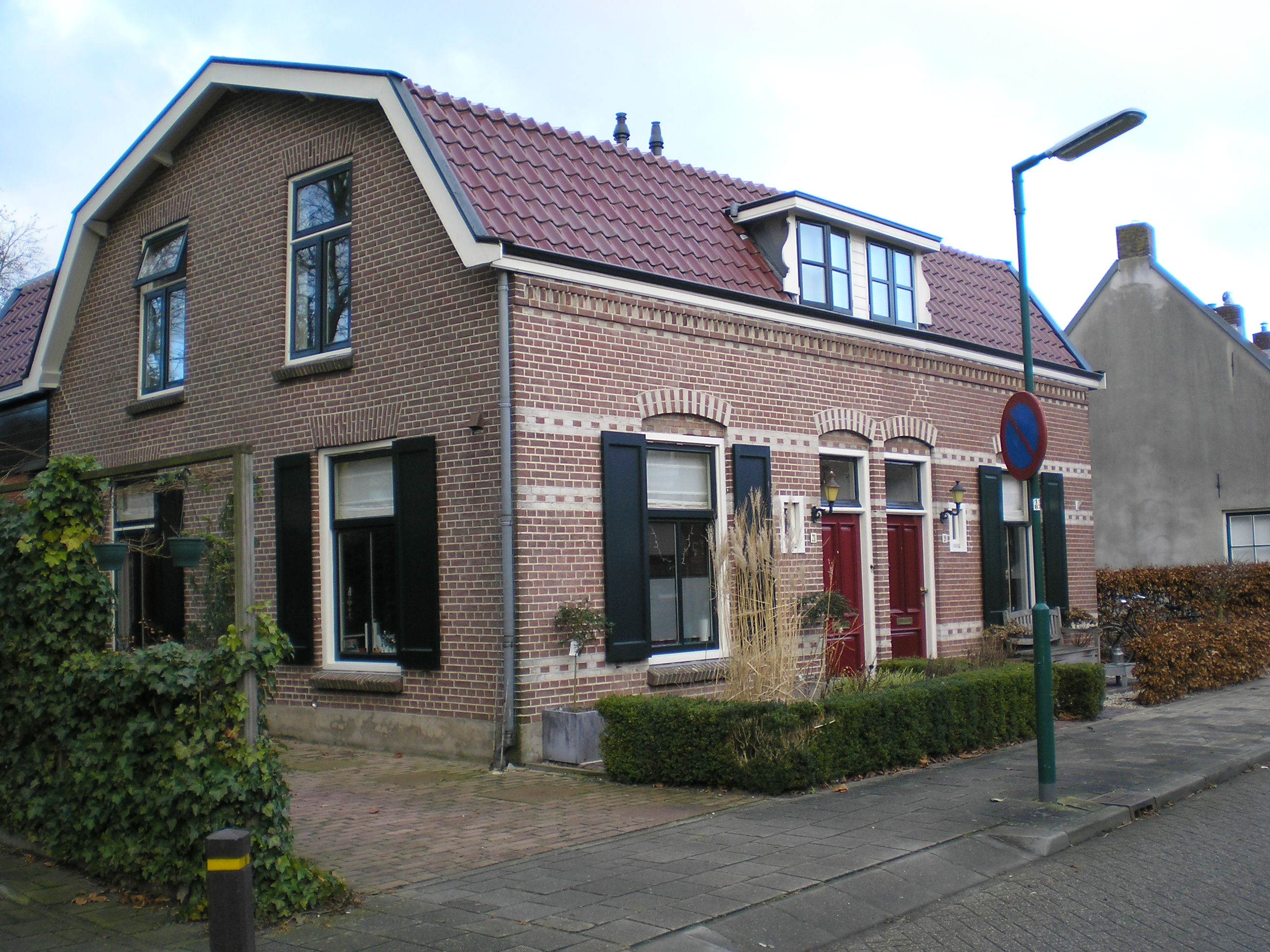
Prins Bernhardweg 21 en 23 te Houten in Nederland
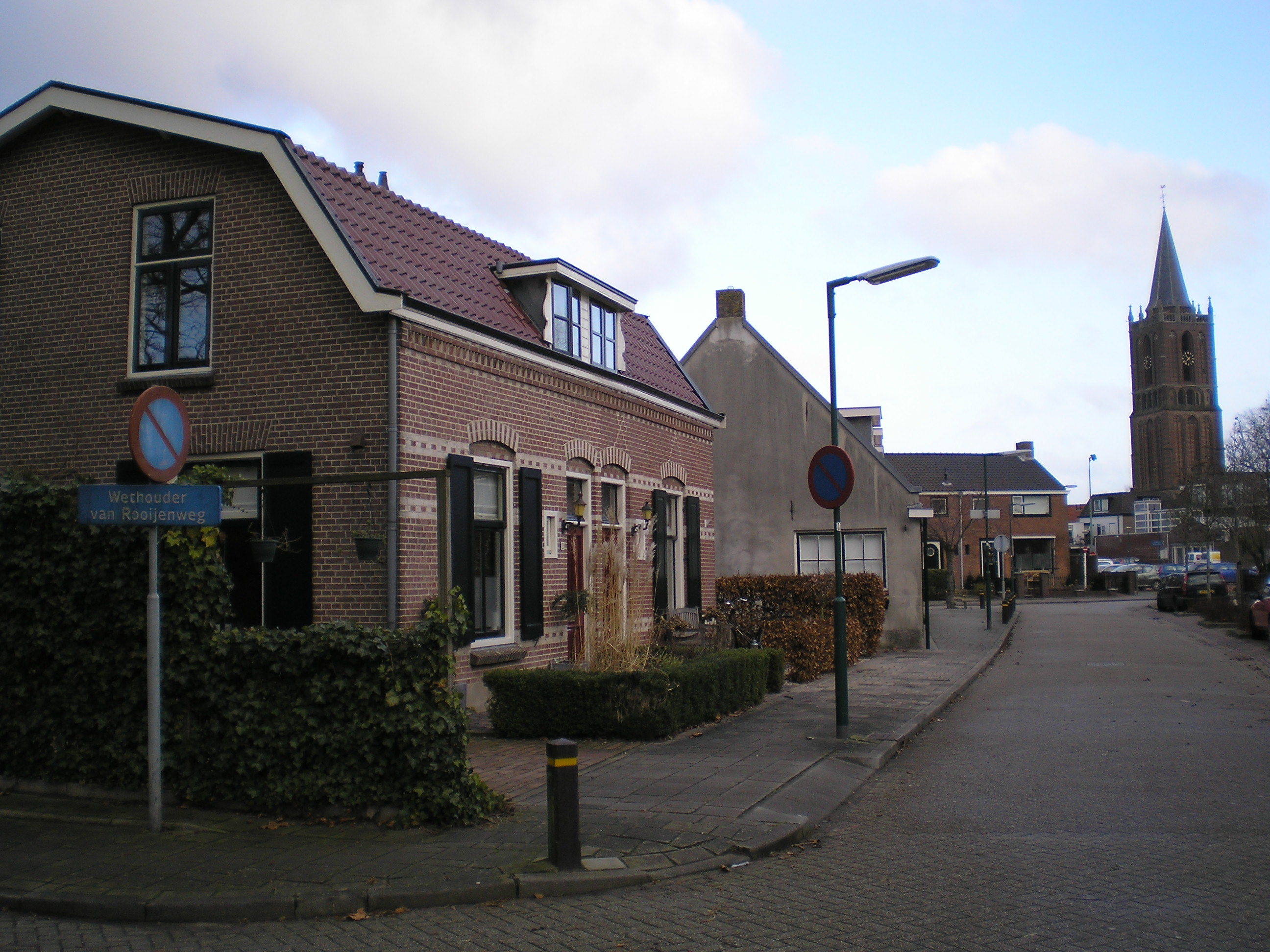
Hoek Wethouder van Rooijenweg en Prins Bernhardweg met zicht op het Oude Dorp te Houten in Nederland
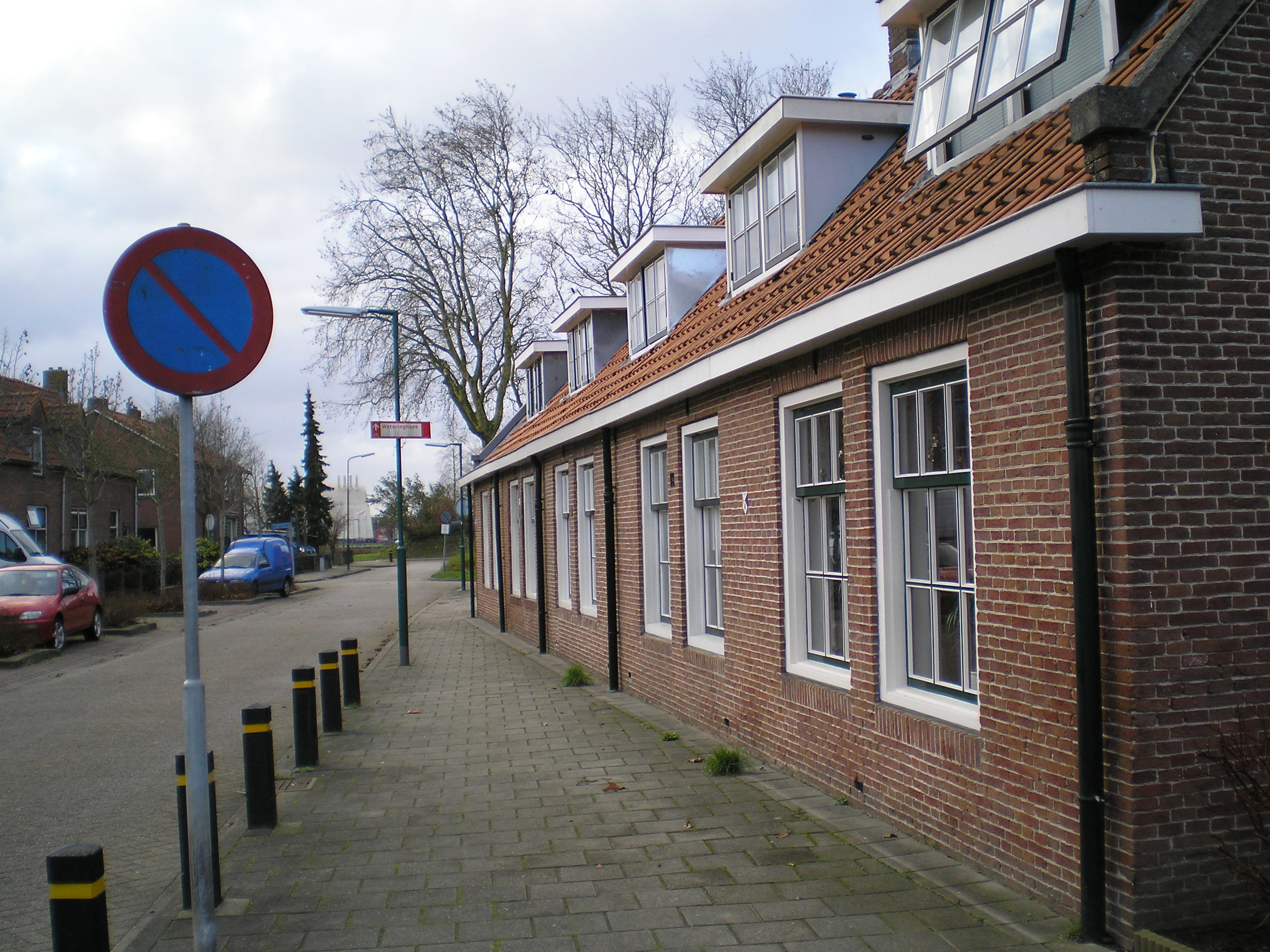
Prins Bernhardweg met zicht op de brandweerkazerne met daarachter de Houtensewetering te Houten in Nederland
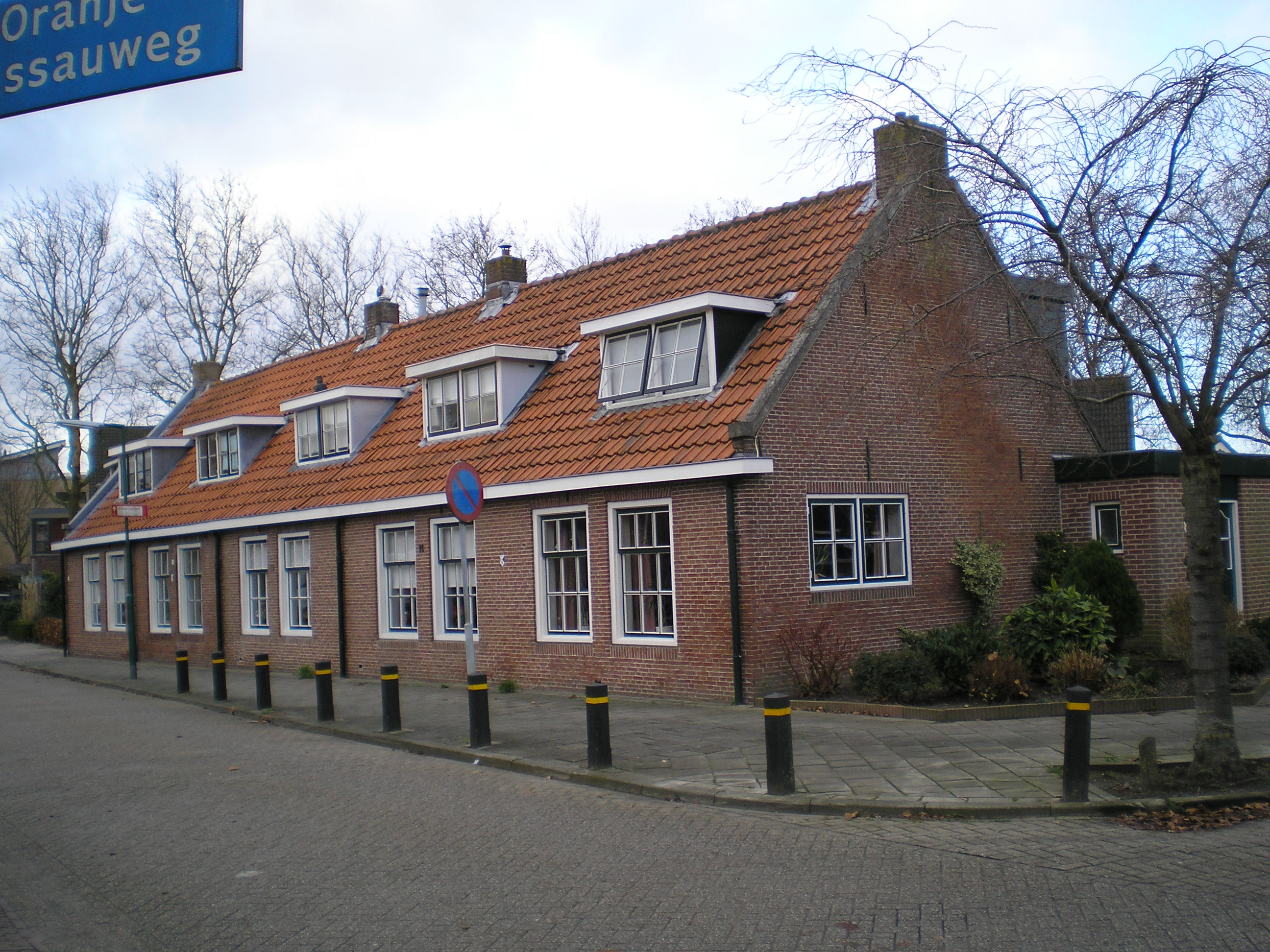
Prins Bernhardweg 11-13-15 en 17 (monument)
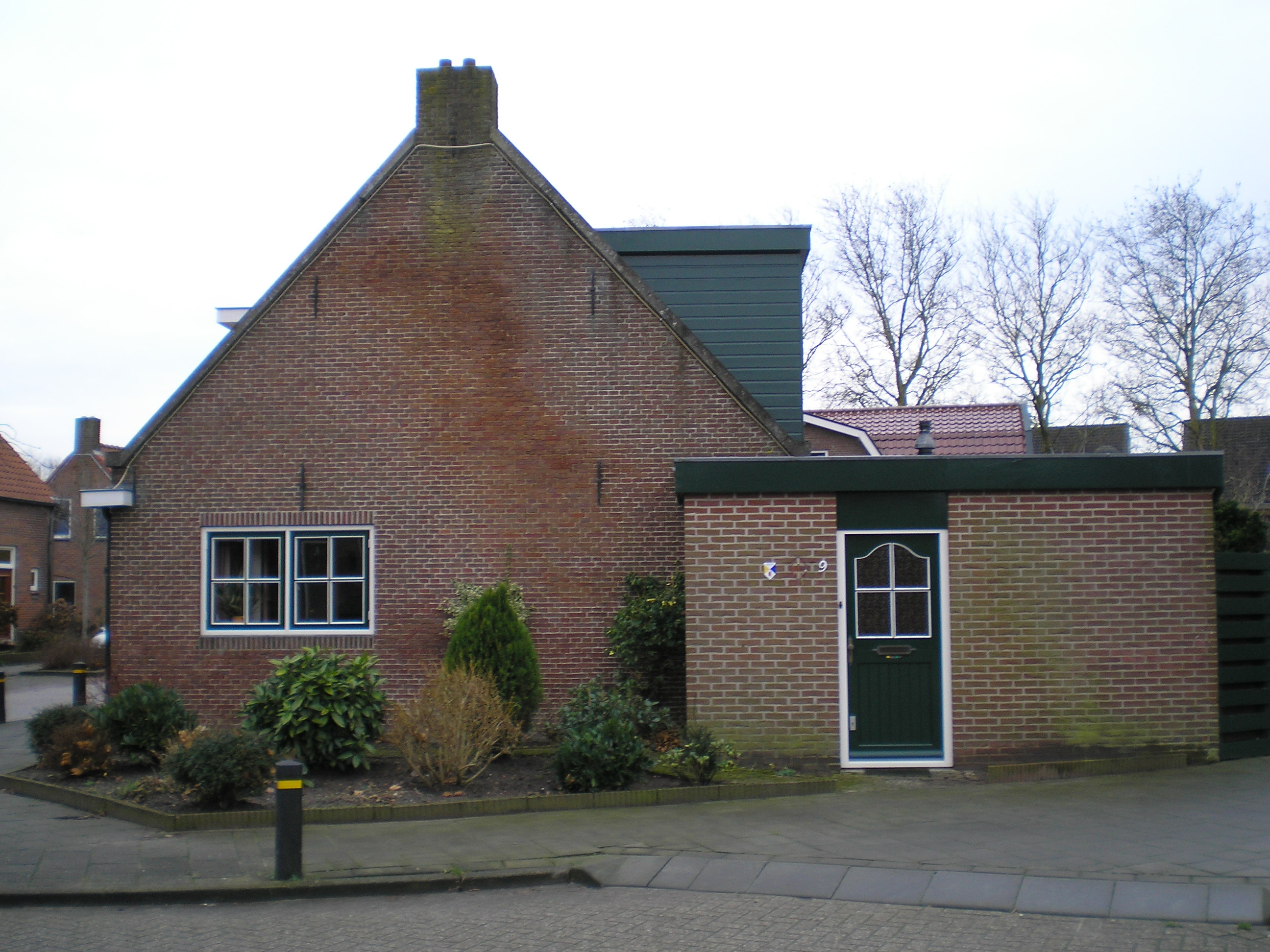
Prins Bernhardweg 9 (monument) te Houten in Nederland

Beusichemseweg ·
Burgemeester Wallerweg ·
De Poort ·
Heemsteedseweg ·
Herenweg ·
Houtensewetering ·
Koningin Julianastraat ·
Loerikseweg ·
Lupine-oord ·
Notengaarde ·
Oud Wulfseweg ·
Plein ·
Prins Bernhardweg ·
Staatsspoor ·
Stationserf ·
Tiellandtspad ·
Vlierweg ·
Weteringhout